# Yang Ha-eun
Yang Ha-eun (Seoel, 25 februari 1994) is een Zuid-Koreaanse tafeltennisspeelster.

## Sportieve carrière
In 2008 speelde Yang voor het eerst internationaal: ze nam deel aan het Wereld Junior Circuit en won goud. In de finale van het toernooi verloor ze van Suh Hyo-won. Ook nam ze deel aan de Junior Azië-kampioenschappen waar ze de tweede plaats in het enkelspel behaalde.
In 2009 won Yang opnieuw goud in het enkelspel bij het Wereld Junior Circuit. Door deze overwinningen steeg Yan van plaats 90 naar 50 op de wereldranglijst. Bij de wereldkampioenschappen kwam ze onder de laatste 64 in het gemengddubbelspel. Op de Pro Tour nam ze onder andere aan de China, Japan en Korea Open deel, maar ze behaalde geen medaille. Internationaal steeg ze op de wereldranglijst en bereikte in december plaats 30.
In 2010 bereikte Yang de kwartfinale van de Azië Cup, waar ze van Ding Ning verloor. Bij de Olympische Spelen voor de jeugd behaalde ze het brons. Bij de Jeugd-WK werd ze eveneens derde, in het dubbelspel verloor ze in de kwartfinale. Samen met het Koreaanse team won ze brons bij de Wereld Team Cup, waarop ze naar plaats 23 van de wereldranglijst steeg.
In 2011 nam Yang deel aan haar eerste wereldcup in het enkelspel, waar ze de vijfde plaats bereikte. Bij de WK speelde ze in drie categorieën: enkelspel, dubbelspel en gemengddubbelspel. Ze kwam bij elk onderdeel tot de laatste 32. Bij de Pro Tour Grand Finals werd ze derde in het dubbelspel en kwam ze tot de laatste 16 in het enkelspel. Op de Pro Tour won Yang brons bij de Duitse Open. Bij de Azië Cup verloor ze van Kasumi Ishikawa en werd ze vijfde. Op de wereldranglijst klom ze naar plaats 13.
Tijdens de Pro Tour 2012 behaalde Yang enkele successen: ze won de Chili en Korea Open, en bij de Brazilië Open werd ze derde. Met het Koreaanse team won ze brons op het WK.
In 2013 bereikte Yang de laatste 16 bij de wereldcup, maar de WK in Parijs waren vroeg voorbij voor haar.
In 2014 werd ze samen met het Koreaanse team slechts negende.
In 2015 nam ze opnieuw aan de WK deel, met Xu Xin won ze goud in het gemengddubbelspel, de eerste medaille voor Zuid-Korea in het gemengddubbelspel. In het enkelspel bereikte Yang de laatste 16 waar ze verloor van Liu Shiwen. Tijdens de Pro Tour won ze vijf medailles.
In 2016 behaalde ze brons bij de Pro Tour Grand Finals.

## Belangrijkste successen

#### Wereldkampioenschappen
- 2011, 2013 - ronde van de laatste 32 in het enkelspel
- 2015 - ronde van de laatste 16 in het enkelspel
- 2015 - goud samen met Xu Xin in het gemengddubbelspel
- 2012 - brons samen met het Koreaanse team

#### Azië Cup
- 2010 - achtste plaats in het enkelspel
- 2011 - vijfde plaats in het enkelspel
- 2013 - zevende plaats in het enkelspel

#### Wereldcup
- 2011 - vijfde plaats
- 2013 - ronde van de laatste 16